# Neogonodactylus festae
Neogonodactylus festae is een bidsprinkhaankreeftensoort uit de familie van de Gonodactylidae. De wetenschappelijke naam van de soort is voor het eerst geldig gepubliceerd in 1901 door Nobili.